# 大卡普沙尼
大卡普沙尼是斯洛伐克的城鎮，位於該國東南部，由科希策州負責管轄，面積29.62平方公里，海拔高度113米，2004年人口9,536，其中六成居民是匈牙利人。

## 友好城市
- 匈牙利埃萊克
- 羅馬尼亞塞比什
- 波蘭拉迪姆诺
- 乌克兰斯瓦利亚瓦

## 外部連結
- Official site（页面存档备份，存于）
- Vel'ké Kapušany - ShtetLink